# Josef Korbel
Josef Korbel (Josef Körbel), češki diplomat in pravnik, * 1909, † 1977.
Od 1933 je bil uradnik praškega ministrstva za zunanje zadeve, 1936–1939 tiskovni ataše v Beogradu. Med drugo svetovno vojno je v Londonu sodeloval pri češkoslovaških oddajah BBC-ja. 1945–1946 je bil češkoslovaški poslanik v Jugoslaviji, 1946–1948 pa veleposlanik. Od 1948 je živel v ZDA, kjer je delal kot profesor političnih ved na University of Colorado v Denverju.
Josef Korbel je bil oče ameriške zunanje ministrice Madeleine Albright.